# Коларж, Карел
Карел Коларж (чеш. Karel Kolář; 16 декабря 1955, Йиндржихув-Градец — 4 октября 2017) — чехословацкий легкоатлет, двукратный призёр чемпионата Европы 1978 года, чемпион Европы 1979 года в помещениях. Участник летних Олимпийских игр 1980 года.

## Биография
Родилась 16 декабря 1955 года в Йиндржихув-Градеце, Чехословакия. Обучался на слесаря, стал посещать секцию лёгкой атлетике. В 1975 году стла чемпионом Чехословакии в составе эстафетной команд 4 по 400 метров. В 1978 году выиграл золото чемпионата страны на дистанции 400 метров.
В 1978 году принял участие в чемпионате Европы, который прошёл в Праге. Завоевал серебряную медаль на дистанции 400 метров, а также стал бронзовым призёром в составе чехословацкой эстафеты 4 по 400 метров.
В 1979 году одержал победу на дистанции 400 метров на чемпионате Европы в помещениях, который проходил в Вене. В 1980 году на аналогичном соревновании стал серебряным призёром на дистанции 400 метров.
В 1980 году принял участие в Олимпийских играх в Москве, в полуфинальном забеге на 400 метров пришёл к финишу последним и распрощался с мечтой выступить в олимпийском финале. В эстафете 4 по 400 метров в составе чехословацкой четвёрки в финальном забеге коллектив стал седьмым.
После завершения спортивной карьеры продолжил работать в спорте, был массажистом, тренером. Много лет был членом муниципального совета в Яблонец-над-Нисоу, а в 2006 году безуспешно баллотировался от Гласса в сенат.
Умер 4 октября 2017 года.